# Krisztina Nagy
Krisztina Nagy född 17 april 1977 är en tidigare ungersk handbollsspelare. Hon var vänsterhänt och spelade som högernia.

## Karriär
Nagy spelade från 17 års ålder för Győri ETO KC i sitt hemland men 1998 började hon en utlandskarriär i Danmark för Kolding IF:s damlag (senare KIF Vejen) och spelade där i fyra år till 2002. Då lämnade hon för GOG där hon sedan spelade i tre år. 2005 återvände hon till  Győri ETO KC. Hon skulle sedan ha spelar för FCK Håndbold men det blev inte av utan hon avslutade sin karriär i Ungern med Vasas SC 2006 till 2008.
Hon debuterade i det ungerska landslaget 1999 och spelade till 2001 5 landskamper med 9 gjorda mål, men hon blev vid Europamästerskapet i handboll för damer 2000 guldmedaljör med det ungerska laget.